# Enneapterygius gracilis
Enneapterygius gracilis es una especie de pez de la familia Tripterygiidae en el orden de los Perciformes.

## Morfología
• Los machos pueden llegar alcanzar los 2,8 cm de longitud total.

## Hábitat
Es un pez de mar  y de clima tropical ] que vive hsata los 15 m de profundidad.

## Distribución geográfica
Se encuentra al norte de Australia.